# Виклунд, Адольф (биатлонист)
Адольф Виклунд (швед. Adolf Wiklund; 19 декабря 1921, Россён — 21 сентября 1970) — шведский биатлонист, первый в истории чемпион мира по биатлону.

## Биография
Заниматься лыжами Адольф начал в 1948 году. На чемпионате мира по биатлону 1958 года стал первым в истории чемпионом мира, завоевав золото в индивидуальной гонке на 20 км. Помимо этого на чемпионате подсчитывалось командное время прохождения дистанции, где сборная Швеции также заняла первое место. На следующем чемпионате 1959 года Адольф Виклунд в составе сборной Швеции завоевал серебряные медали в подобной командной гонке.